# Luzes da Ribalta
Limelight (bra/prt: Luzes da Ribalta) é um filme estadunidense escrito, dirigido e interpretado por Charles Chaplin, que teve sua estreia em 23 de outubro de 1952 e lançamento público em 6 de fevereiro de 1953, e foi o antepenúltimo filme do cineasta britânico.

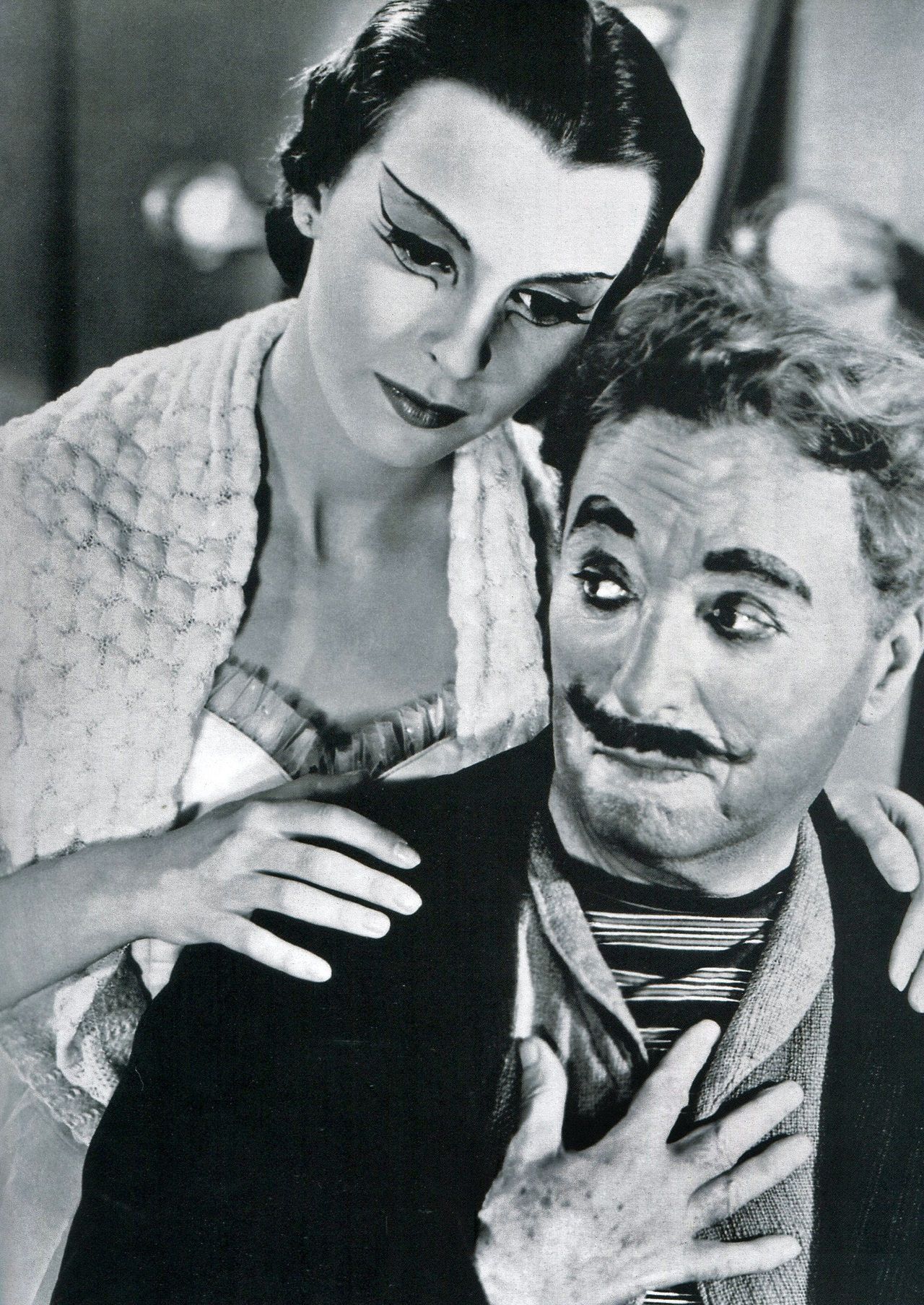
Cena do filme com Calvero (Chaplin) e Terry (Claire Bloom).

## Elenco
- Charlie Chaplin - Calvero
- Claire Bloom - Terry
- Nigel Bruce - Postant
- Buster Keaton - parceiro de Calvero
- Sydney Earle Chaplin - Neville
- Norman Lloyd - Bodalink
- Melissa Hayden - dublê de Terry nas danças
- Marjorie Bennett - Sra. Alsop

Esta foi a última atuação de Edna Purviance no cinema. A atriz não participara de filmagens desde a década de 1920, mas Chaplin a manteve na folha de pagamento do estúdio até sua morte.

## Sinopse
O filme passa-se em Londres nas vésperas da I Guerra Mundial, mais concretamente em 1914, o ano em que Chaplin realizara o seu primeiro filme. Calvero (Chaplin), um palhaço de teatro bastante famoso, mas agora alcoólico contumaz, salva de tentativa de suicídio uma jovem dançarina chamada Thereza, mas de nome artístico Terry (Claire Bloom).
Servindo-lhe de enfermeiro até Terry recuperar a saúde, Calvero ajuda-a também a readquirir o seu amor-próprio e a retomar a carreira. Deste modo, ele mesmo recupera a autoconfiança, mas as tentativas de voltar aos palcos fracassam.
Terry declara que deseja casar-se com Calvero, apesar da diferença de idades entre ambos. Entretanto, ela tinha ajudado um jovem compositor, Neville, que Calvero acredita ser melhor companheiro para Terry. A fim de permitir que o romance entre ambos ocorra, Calvero sai de casa e torna-se artista de rua.
Terry, agora a estrela do seu próprio espetáculo, encontra por acaso Calvero e persuade-o a voltar aos palcos para uma apresentação de beneficência. Juntamente com um antigo parceiro (Buster Keaton), Calvero faz uma volta triunfante, mas sofre um ataque cardíaco e morre, a poucos passos de Terry que, no segundo ato da peça, dança no palco.

## Produção
Para este filme Chaplin contratou seu rival de cinema-mudo, Buster Keaton — sendo este o único filme em que atuaram juntos. O biógrafo de Keaton, Rudi Blesh, afirmou que o cômico rival superara na atuação a Chaplin, e este cortara-lhe tais cenas, fato contestado pelo filho de Chaplin, Syd.
Além de Sydney, também integraram o elenco outros filhos e parentes de Charles Chaplin: Geraldine, Josephine, Charles Chaplin Jr., Michael Chaplin e sua esposa Oona.
Alguns estudiosos da vida de Chaplin afirmam que o enredo foi baseado na biografia de seu pai, mas o próprio ator diz que tomou por base a vida de Frank Tierney. Apesar disto, o período em que se desenrola a trama coincide com o início dos trabalhos cinematográficos do próprio Chaplin.
Sua duração original é de 149 min, mas uma versão de 138 min também foi apresentada.

## Música
Em 1952 Chaplin teve de responder por possíveis ligações comunistas e seu filme não pôde estrear em Los Angeles — o que só ocorreria em 1972, quando concorreu ao Oscar daquele ano, sendo vitorioso e aclamado em sua volta aos Estados Unidos.